# アルミランテ・アルバロ・アルベルト原子力発電所
アルミランテ・アルバロ・アルベルト原子力発電所（ポルトガル語：Central Nuclear Almirante Álvaro Alberto）は、ブラジル連邦共和国リオデジャネイロ州アングラ・ドス・レイス（pt:Angra dos Reis）の海岸に所在する原子力発電所。運営はブラジル電力の子会社ブラジル電力エレトロヌークリア（pt:Eletrobras Eletronuclear）が行なっており、発電所名は1950年から始まったブラジルの核開発で主導的役割を果たしたアルバロ・アルベルト・ダ・モタ・エ・シウバ海軍中将（pt:Álvaro Alberto da Mota e Silva）に因んでいる。この他に一般によく知られる名称として、所在地名をとってアングラ原子力発電所とも呼称される。

## 概要
施設は南大西洋の北岸プライア・デ・イタウリナ（Praia de Itaorna）にあり、リオデジャネイロから西へ100km、サンパウロから東へ200kmに位置している。
本発電所は3基の原子炉、防護化本部、2系統の変電所の他にエンジニアリング・ビルや倉庫などの貯蔵施設や補助施設がある。発電所周辺には村落や浜辺、職員の自宅、環境監視研究所、訓練センターや病院が所在している。
アルミランテ・アルバロ・アルベルト原子力発電所はブラジル電力エレトロヌークリア社によって運営され、リオデジャネイロ州内で約2,000人の直接雇用、約10,000人の間接雇用を生み出している。

## 歴史
長期に渡る建設期間を経て1982年に60万kW級の1号機が初臨界を迎える。1985年に運転開始するも初期の頃は各種障害の発生に見舞われた。ウェスティングハウス社はプラント供給元であり、初期は運営も担当しており、ファーナス中央電力（Furnas Centrais Elétricas）社は長期に及ぶ訴訟を起こしている。1995年以降、技術的問題の解決策としてチーム単位ごとに運営・保守の教育を施し、プラントの稼働率は大幅に改善する。
1976年に建設が始まった135万kW級の2号機は2000年にようやく運転を開始する。2号機はブラジル＝ドイツ原子力協定に基づきシーメンス/KWU社の技術を導入して建設されている。2号機は運転初年にほぼ90％の稼働率を達成する。
2010年に本発電所は通算14.415GW時の電力を生産し、国立相互接続システム（Sistema Interligado Nacional）の電力消費量の3％に相当する。
3号機は引き続きシーメンス/KWU社の加圧水型原子炉を採用し1984年から建設が始まるも1986年に中断する。1985年にはプラント機器の7割を調達したがその後は保管状態に置かれる。保管費用は年5,000万米ドルを消費していた。2007年6月にエネルギー政策全国協議会は建設再開を承認、2007年7月には大統領が建設を承認する。2008年12月にエレトロヌークリア社はアレヴァ社との間で産業協力協定を結ぶ。2010年5月31日、原子力委員会は3号機建設の許可を与える。2010年6月1日に工事が再開され2015年運転開始を目指している。

### 原子炉の特性
各原子炉の特性は以下のとおり。
| 原子炉名 | 格納容器形式 （原子炉形式） | 容量（MW）        | 容量（MW）      | 容量（MW）      | 運用者                         | 建造者                         | 建設開始                 | 送電網接続運転開始 | 営業運転開始             | 原子炉の運転終了 |
| 原子炉名 | 格納容器形式 （原子炉形式） | 炉心熱出力（MWt） | 定格出力（MWe） | 平均出力（MWe） | 運用者                         | 建造者                         | 建設開始                 | 送電網接続運転開始 | 営業運転開始             | 原子炉の運転終了 |
| -------- | --------------------------- | ----------------- | --------------- | --------------- | ------------------------------ | ------------------------------ | ------------------------ | ------------------ | ------------------------ | ---------------- |
| ANGRA-1  | 2-loop WE (PWR)             | 1484              | 657             | 609             | ブラジル電力エレトロヌークリア | ウェスティングハウス           | 1971年5月                | 1982年4月          | 1985年1月                |                  |
| ANGRA-2  | PRE KONVOI (PWR)            | 3764              | 1350            | 1275            | ブラジル電力エレトロヌークリア | シーメンス/KWU                 | 1976年1月                | 2000年7月          | 2001年2月                |                  |
| ANGRA-3  | - (PWR)                     |                   |                 | 1245            | ブラジル電力エレトロヌークリア | 旧シーメンス/KWU・現アレヴァNP | 2010年6月1日（工事再開） |                    | 2015年から2016年（予定） |                  |